# Ponchik
Ponchik es un bollo típico de la cocina armenia elaborado con pan y que posee una forma redondeada y que está relleno de crema por dentro. Este bollo suele servirse como desayuno.

## Descripción
Un ponchik es un trozo de masa frita en forma de esferas y relleno de confitura u otro relleno dulce. Los ponchiks suelen cubrirse con azúcar en polvo, glaseado o trocitos de cáscara de naranja seca. Antes de la cocción, se añade a la masa una pequeña cantidad de alcohol de grano (tradicionalmente aguardiente rectificado); al evaporarse, impide la absorción del aceite en el interior de la masa. Los ponchiks se suelen considerar esponjosos pero algo desplomados, con una raya brillante alrededor; estas características se consideran una prueba de que la masa se ha frito en aceite fresco.
Aunque se parecen a las berlinesas alemanas (en Norteamérica, bismarcks) o a los donuts de gelatina, los ponchiks se elaboran con una masa especialmente rica que contiene huevos, grasas, azúcar, levadura y, a veces, leche. Llevan diversos rellenos de fruta y crema y pueden estar glaseados o cubiertos de azúcar granulado o en polvo. La powidła (mermelada de ciruela guisada) y la mermelada de pétalos de rosa silvestre son rellenos tradicionales, pero también se utilizan muchos otros, como fresa, crema bávara, arándanos, crema pastelera, frambuesa y manzana.

Los ponchiks se conocen en Polonia al menos desde la Edad Media. Jędrzej Kitowicz ha descrito que durante el reinado de Augusto III, bajo la influencia de cocineros franceses que llegaron a Polonia, se mejoró la masa de los ponchiks, de modo que éstos se hicieron más ligeros, esponjosos y resistentes.

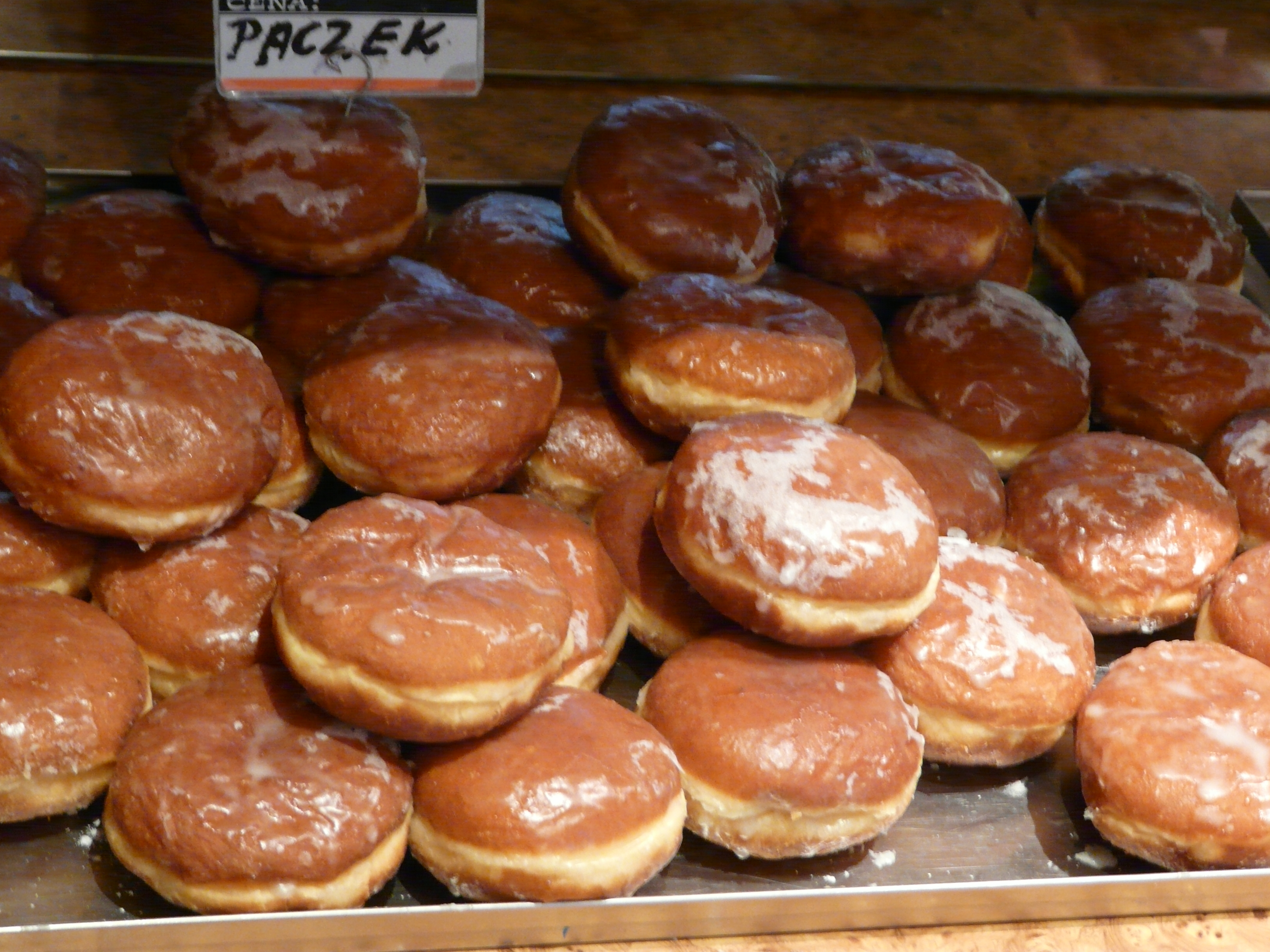
Ponchiks expuestos a la venta
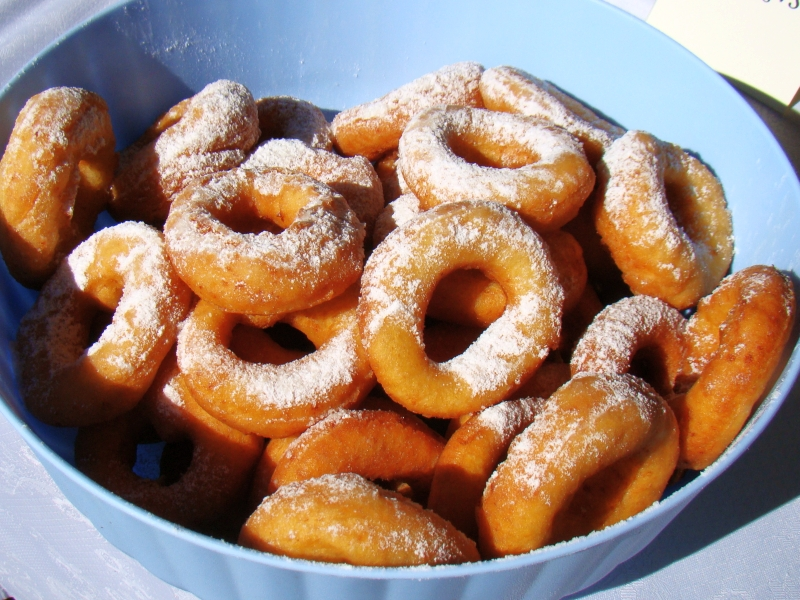
Tradicionales ponchiks serowe u oponki
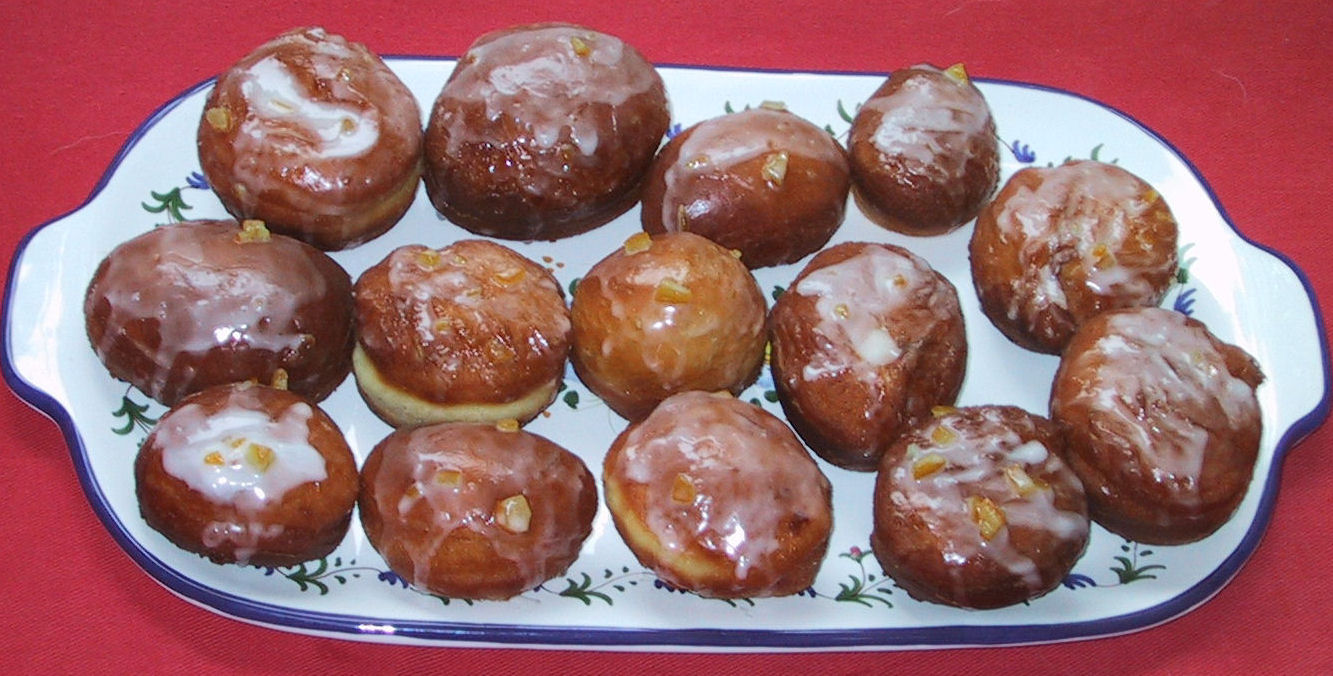
Ponchiks glaseados caseros
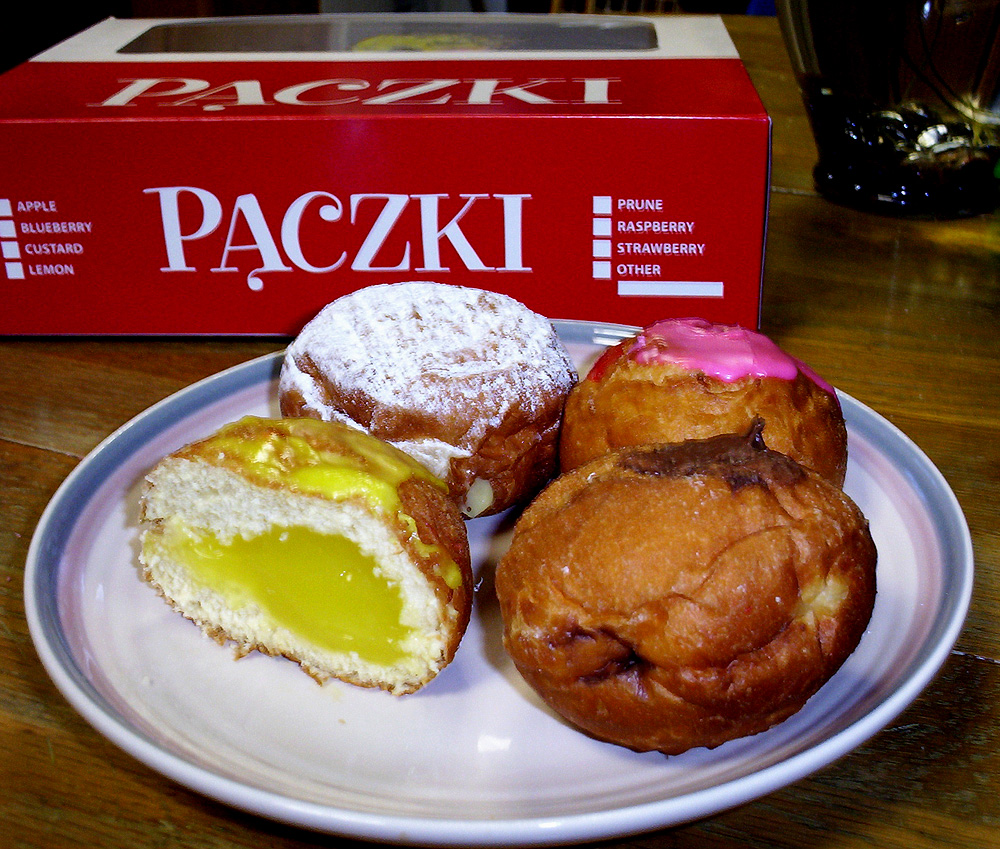
Ponchiks de fabricación americana